# Martyn Ford
Martyn Ford (ur. 26 maja 1982 w Minworth) – brytyjski kulturysta, model fitness, aktor oraz trener personalny.

## Życiorys
Urodził się w Minworth w Birmingham. W wieku 11 lat zaczął ćwiczyć fitness. Jako nastolatek dołączył do drużyny krykieta w Warwickshire i marzył o tym, by pewnego dnia zostać międzynarodowym krykiecistą reprezentującym Anglię. Jednak w wieku 19 lat podczas jednego z treningów doznał poważnej kontuzji i dostał ciężkiego przypadku gorączki gruczołowej (mononukleozy zakaźnej), co spowodowało, że porzucił na około 12 miesięcy trening. Potem zdecydował się „wejść w świat” fitnessu i kulturystyki. 
Przez lata ciężkiej pracy w siłowni i poza nią stał się znanym modelem fitness, aktorem i sensacją online. Jako influencer w mediach społecznościowych zdobył ponad 4 miliony obserwujących na swoim koncie na Instagramie. W 2016 był na okładce zimowego numeru magazynu „Muscle Sport”, a w marcu 2018 znalazł się na okładce „Muscle & Fitness”. Wystąpił w kilku filmach ze Scottem Adkinsem - Champion 4: Walka o honor (Boyka: Undisputed IV, 2016), Pan „Wypadek” (Accident Man, 2018) i Max Cloud (2020).
W 2018 podpisał kontrakt z polską federacją zajmującą się mieszanymi sztukami walki – KSW. Debiut Forda dla polskiego giganta początkowo był planowany na 14 września 2019, jednak w związku z ciekawą propozycją aktorską zrezygnował z występu w Londynie. Następnym proponowanym terminem na pokazanie się w klatce dla Brytyjczyka miał zostać czerwiec 2021,  jednak walka się ponownie nie odbyła.  Ostateczny debiut Forda został zaplanowany na 2 kwietnia 2022 roku na gali Celebrity Boxing, która miała odbyć się w Londynie. Jego przeciwnikiem miał być Sajad Gharbib, znany jako Irański Hulk. Nie doszło jednak do tej walki, z powodów rodzinnych Irańczyka.

### Życie prywatne
W 2009 ożenił się z Sachą Stacey. Mają dwie córki - Imogen i Wynter.

## Wymiary
- wzrost: 203 cm (2,03m)
- waga: 153 kg
- stopy i cale: 6'8"
- rozmiar buta: 14 USA (EU 48)
- biceps: 22,5 cala (55,88 cm)
- pomiar ciała (biodra w tali): 52-39-35

## Filmografia

### Filmy
| Rok  | Tytuł                                                           | Rola                   | Reżyser            |
| ---- | --------------------------------------------------------------- | ---------------------- | ------------------ |
| 2016 | Champion 4: Walka o honor (Boyka: Undisputed IV)                | Koshmar                | Todor Chapkanov    |
| 2017 | Kingsman: Złoty krąg (Kingsman: The Golden Circle)              | strażnik w Glastonbury | Matthew Vaughn     |
| 2017 | Lambo                                                           | w roli samego siebie   | Leon Mitchell      |
| 2017 | Generation Iron 2 (film dokumentalny)                           | w roli samego siebie   | Vlad Yudin         |
| 2018 | Pan „Wypadek” (Accident Man)                                    | masażysta              | Jesse V. Johnson   |
| 2018 | Viking Destiny (Of Gods and Warriors)                           | Torstein / Steiner     | David L.G. Hughes  |
| 2018 | Ostateczna rozgrywka (Final Score)                              | Wład Iwanow            | Scott Mann         |
| 2018 | Apokalipsa zombie (Redcon-1)                                    | kapral Jacob Gallagher | Chee Keong Cheung  |
| 2018 | W cywilu 6: Bezpośrednie starcie (The Marine 6: Close Quarters) | Oscar Hayes            | James Nunn         |
| 2018 | Kill Ben Lyk                                                    | Bale                   | Erwan Marinopoulos |
| 2018 | Robin Hood: Bunt (Robin Hood: The Rebellion)                    | Brimstone              | Nicholas Winter    |
| 2020 | Max Cloud                                                       | Muskularny             | Martin Owen        |
| 2021 | Szybcy i wściekli 9 (F9)                                        | Porucznik Sue          | Justin Lin         |
| 2023 | Maszyna (The Machine)                                           | Sponge                 | Peter Atencio      |
| 2025 | Mortal Kombat II                                                | Shao Kahn              | Simon McQuoid      |
| 2025 | Red Sonja                                                       | Generał Karlak         | M.J. Bassett       |

### Seriale TV
| Rok  | Tytuł                 | Rola                    | Odcinek                                           |
| ---- | --------------------- | ----------------------- | ------------------------------------------------- |
| 2016 | Of Kings and Prophets | Goliat                  | „No King Is Saved” (Żaden król nie jest zbawiony) |
| 2017 | Benidorm              | Hercules                |                                                   |
| 2021 | The Nevers            | Nicholas „Odium” Perbal |                                                   |